# Gehrden
Gehrden est une ville allemande située en Basse-Saxe, dans la Région de Hanovre.

## Histoire
| Appartenances historiques Comté de Schaumbourg 1110-1647 Principauté de Lunebourg 1647-1705 Électorat de Brunswick-Lunebourg 1705-1807 Royaume de Westphalie 1807-1813 Royaume de Hanovre 1814-1866 Royaume de Prusse (Province de Hanovre) 1866-1918 République de Weimar 1918-1933 Reich allemand 1933-1945 Allemagne occupée 1945-1949 Allemagne 1949-présent |

## Quartiers
- Lenthe, Northen, Everloh, Ditterke, Redderse, Leveste, Lemmie.

## Curiosités touristiques
- Le moulin Struckmeyer (un moulin à jupe) et la Maison du Meunier sont des institutions municipales datant de 1729.
- Le parc Trip est un ensemble de jardins aménagés par le directeur Julius Trip en 1898. Il offre un panorama sur la lande de Calenberg vers Deister. Ces jardins ont été réaménagés en 1991 par la Communauté urbaine du Grand Hanovre (auj. Region Hannover). Il y avait jusqu'en 1955 dans ce parc un chalet construit en 1898, le Berggasthaus Niedersachsen.
- La tour de la colline du Burgber date de 1897-98. Sa hauteur est de 21 m, et son belvédère se trouve à la cote 176,69 au-dessus-du niveau de la mer. Elle a été restaurée par la ville en 1985 et est depuis ouverte au public.
- Le domaine de Franzburg est un fief constitué vers 1650, mais son château a dû être rasé en 1967. On peut encore voir des vestiges du mur d'enceinte et du portail. Les jardins, rebaptisés parc Ottomar von Reden sont ouverts au public.
- La brasserie historique a été reconstruite après un incendie en 1665 ; depuis 1975 elle abrite le musée municipal de Gehrden, où l'on peut voir notamment des sépultures mérovingiennes des VIe – VIIe siècles.
- Le cimetière juif a été étendu entre 1752 et 1935.

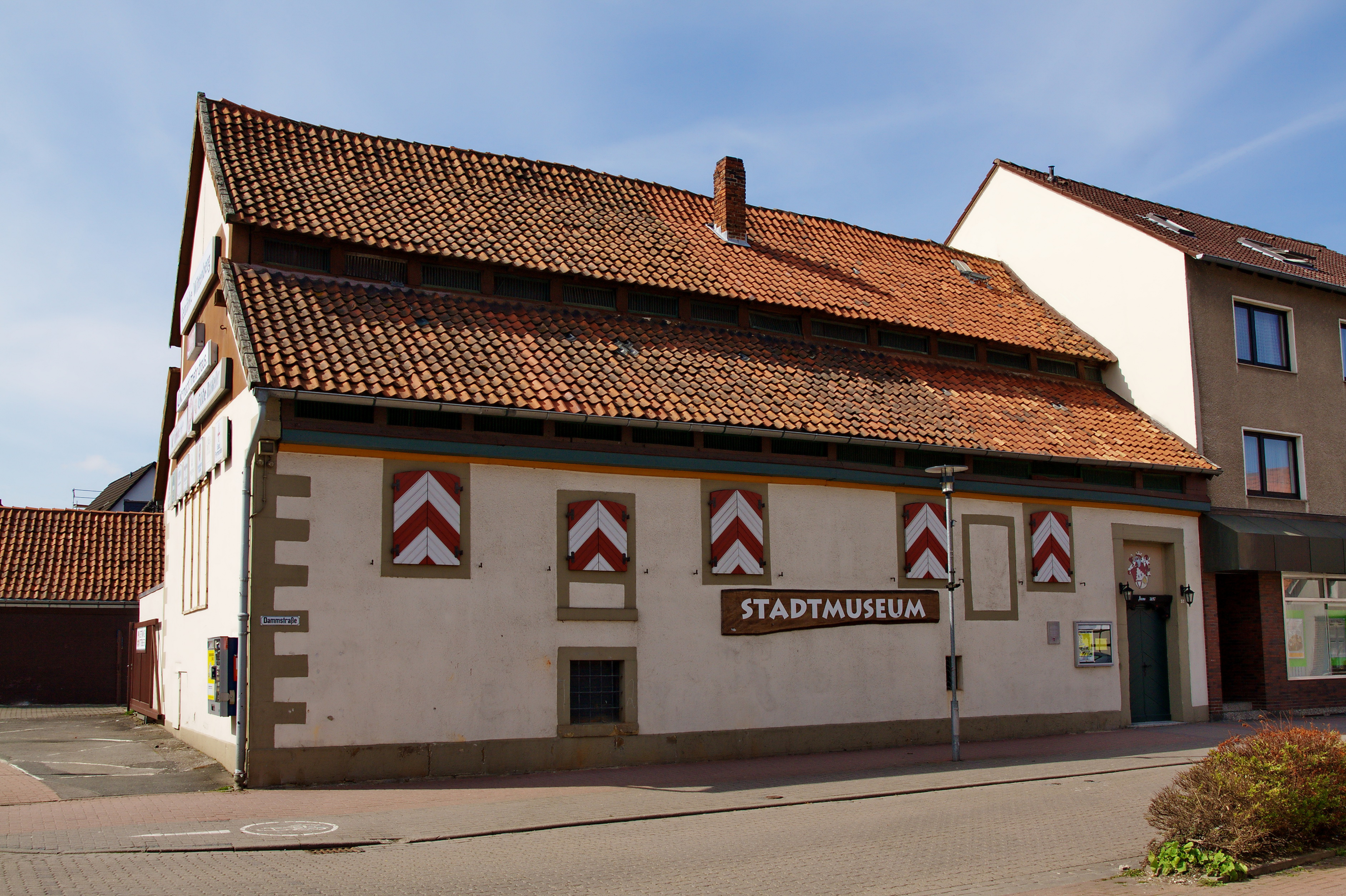
Le musée.
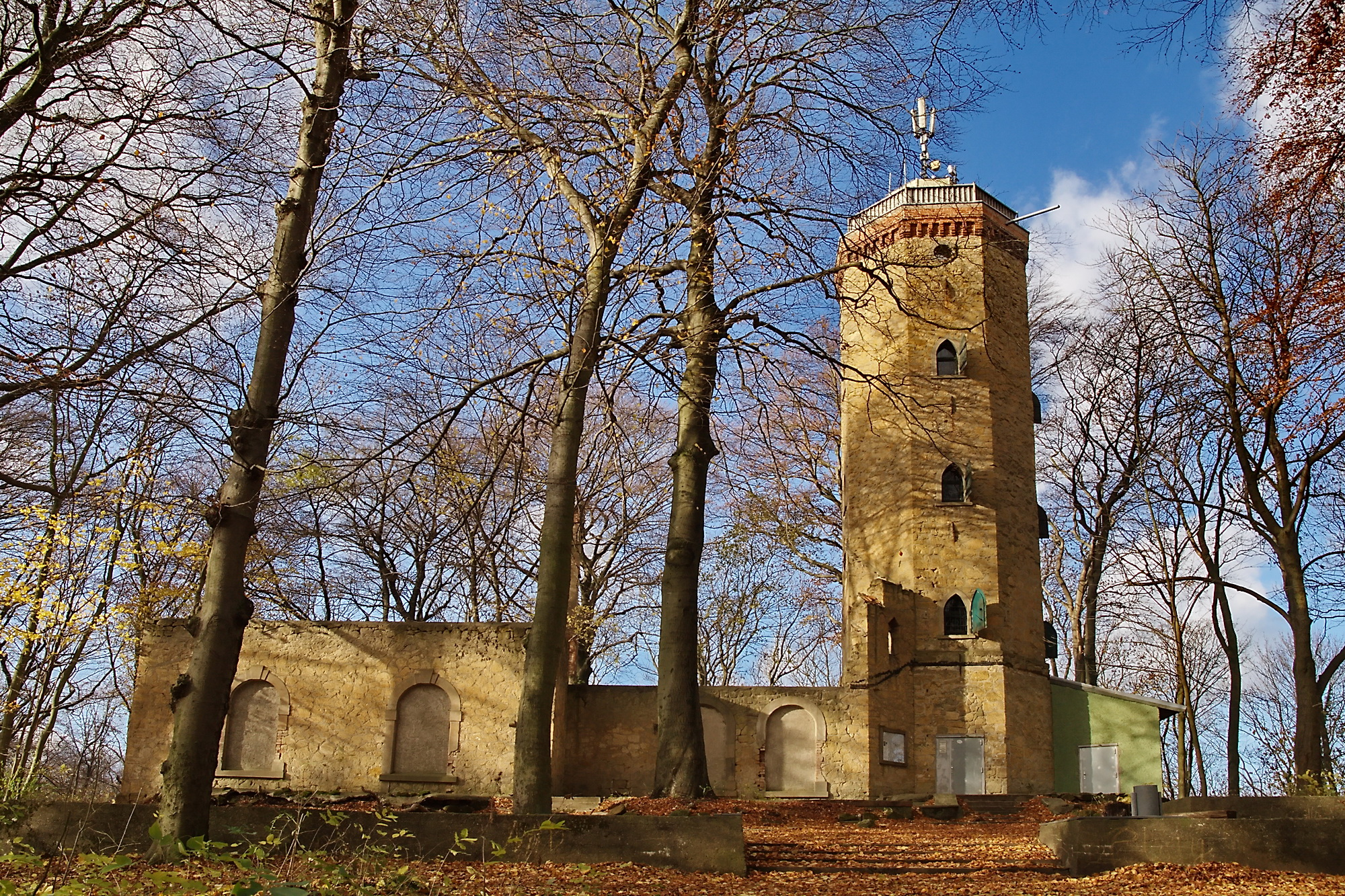
La tour du Burgberg
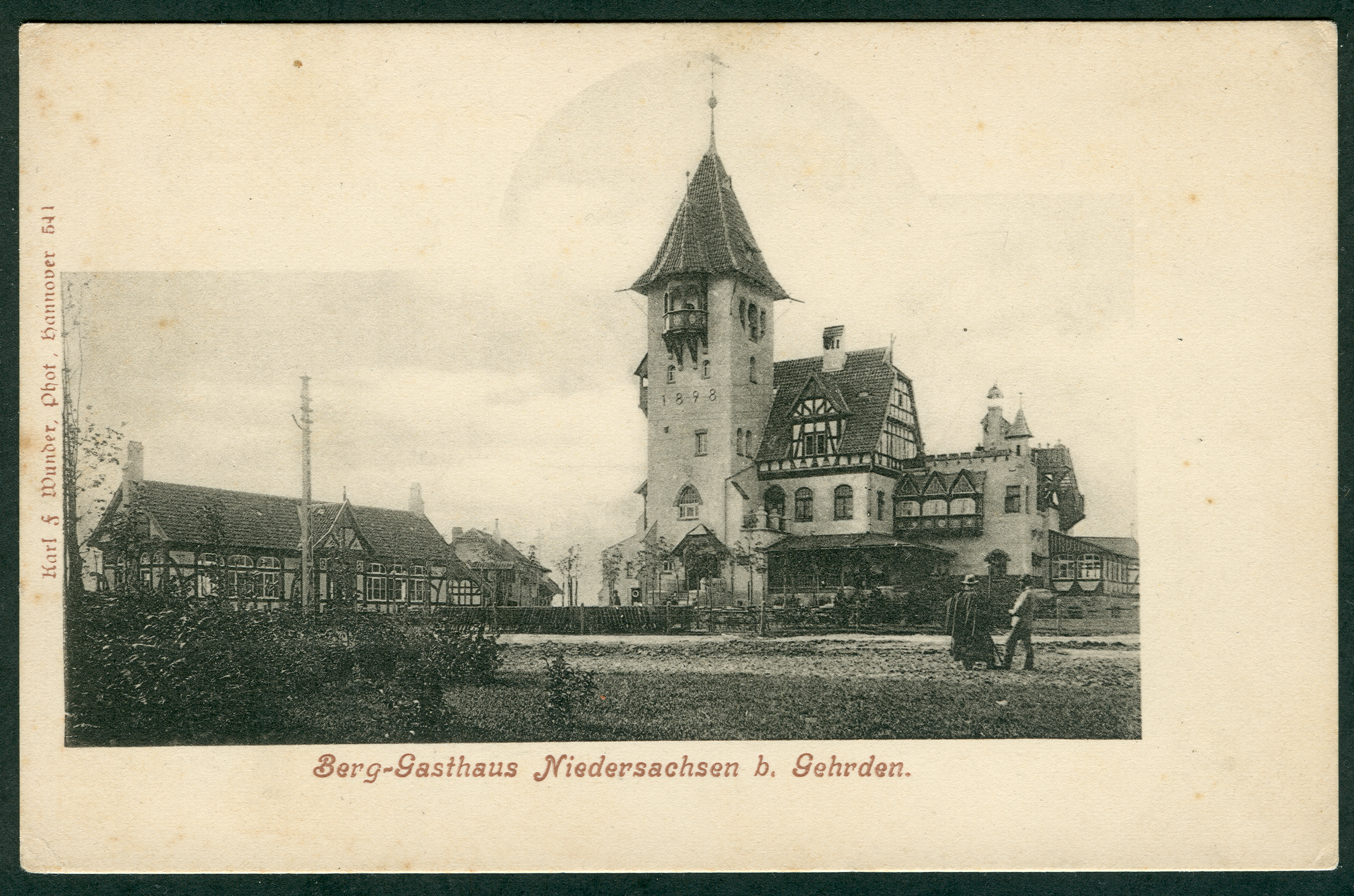
Le chalet-auberge Niedersachsen vers 1898
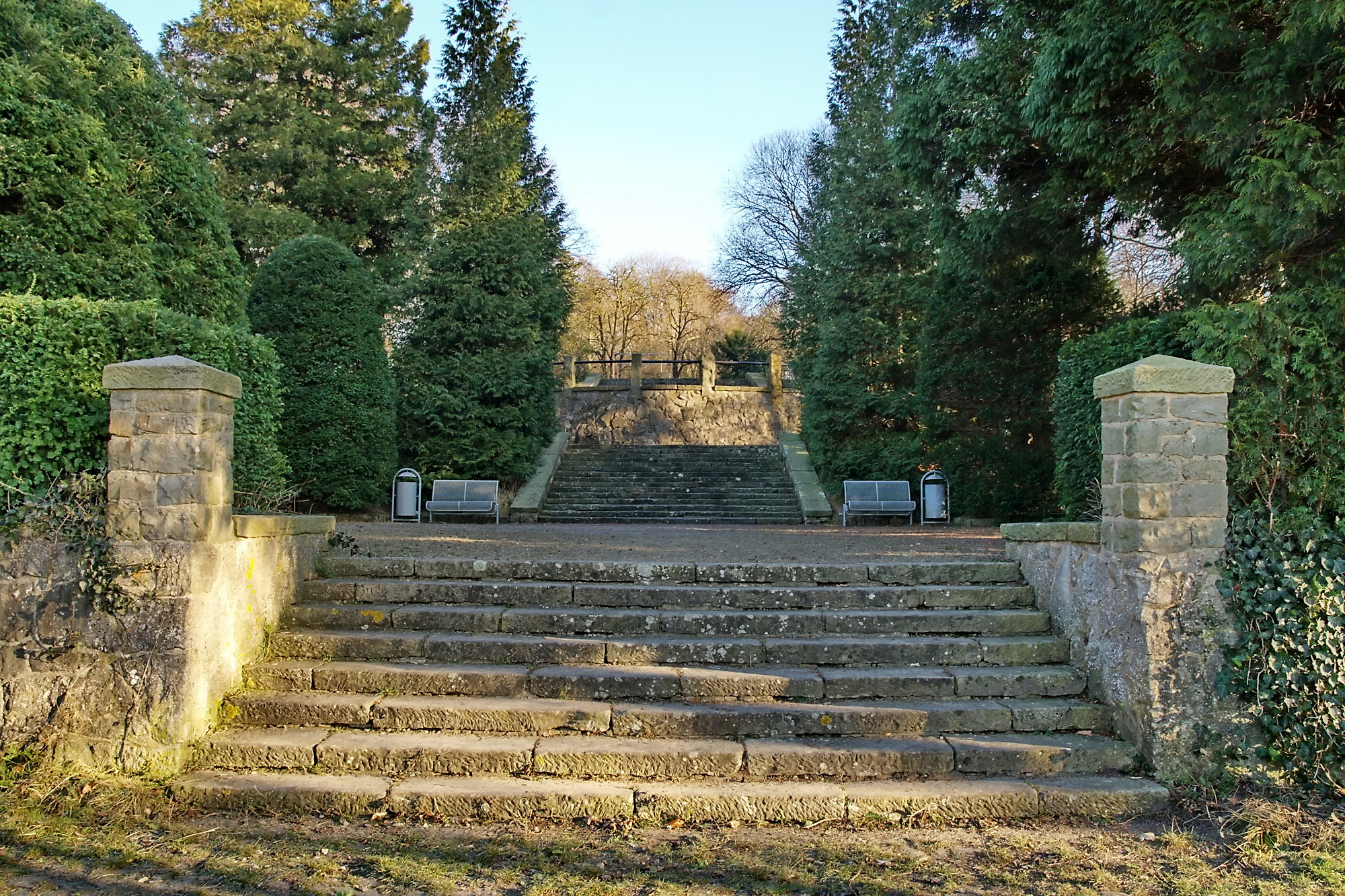
Les escaliers d'honneur du parc Trip
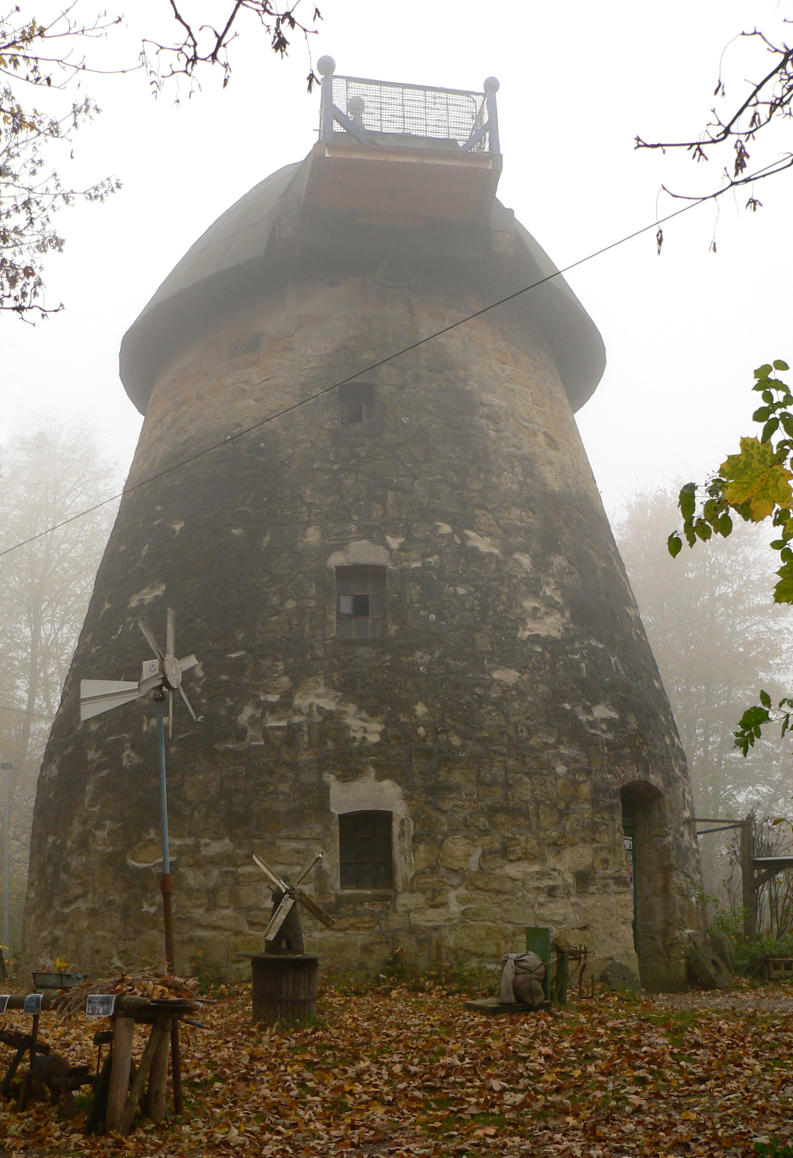
Le moulin Struckmeyer